# 議論
議論（ぎろん）、意見を論じ合うこと。思いつくままに口から言葉が出てくる日常の会話とは異なり、専門的な議論方法では、思考を論理的に組み立てる必要が生じてくる。討論（とうろん）とも。日本人の大学生が「議論」だと認識しやすい会話は、対立が存在し、主張の理由が述べられている会話である。
ディベートは具体的なテーマを元に対立して議論し、公式な競技でもある。決められた時間内で、証拠資料を伴った主張を行い、反論することを対立立場同士で交互に行い、最後にどちらが優位であったか審査員が判定を下す。一方で時間的な制約から、聴衆に理解させるために複雑となる主張は用いにくく、真理を追究するというよりは判定者に受け入れられやすいかが重要となる。

トゥールミンモデルの基本形。議論学#議論の構成要素にさらに解説がある。

スティーヴン・トゥールミンは、議論学の古典的著作『議論の方法』(The Uses of Argument, 1958) において、論証のパターンの枠組みのもっとも基本的な形として、データ（事実）、ワラント（論拠）、結論からなる枠組みを示した。もとは法律的な議論を行うモデルとして考案されたが、分野を問わず広く用いられ、紹介者によって用語部分が「結論か主張」「データか事実」は様々である。『大学で学ぶ議論の技法』は論文の論理を考えるものだがトゥールミンモデルによる議論の分析方法が示されている。これを三角形に配置したものは、松本道弘氏による競技ディベートを紹介する『知的対決の方法』（1977年）で紹介された。その後も別の著者が紹介してきた。
形式論理学では非妥当や非健全な議論を悪い議論とするが、非形式論理学ではこうした基準だけではない様々な議論を取り扱う。1978年に第1回非形式論理学シンポジウムが開催された。その時期までに誤謬となる条件を定義したり、健全ではないが成功した議論のような形式論理学では扱えない議論の定式化が主な研究課題であったが、その後は誤謬についての研究は衰え、「批判的思考」（クリティカル・シンキング）が重視された。
つまり第二次世界大戦後の論理学では、以前の形式論理学は演繹的とか帰納的かということを扱い日常生活に論理を応用するものではなかったが（論理的妥当性だけでは現実問題の対処は困難）、その後はこの帰納演繹の二分的な考え方を破棄した非形式論理学は「批判的思考」を通して日常における明晰な思考のために論理を迎え、技術的に実践していくという向きも出てきた。日常の議論を扱うようになった。意思決定や情報源の扱い方といったことにまで拡大され、非形式論理学という名も退き、批判的思考の名を冠することの方が増えていった。
批判的思考はなにも相手を攻撃するのでなく、相手の発言を解釈し、また自らの考えの正しさを吟味する熟慮のことであり、論理的に考える、正確に考える、証拠に基づいて考える、情報の主張と根拠を明確化し、証拠の信頼性を考えるといったことである。ロジカルシンキングと共に、社会人向けの本も21世紀初頭にはよく書店に並ぶようになったし、2010年代には教育課程に盛り込むことも議論されてきた。大学の6分野で聞き取りを行ったところ、思考力は討論を通して育まれており、どの分野でも「客観的な根拠をもとに飛躍や矛盾なく論理的に整合的な議論が進められるかという論理性」が重視されていた。
大勢で議論を行う時、ファシリテーターが置かれることがあり、これを機能面からモデル化すると、論点の提示、参加者同士での理解具合のすり合わせ、協調を促しアイデアの発散から収束に向かわせたり、発言の公平性を担保し、また炎上といったリスクに対して働きかけることに分けることができた。噛み合わない議論をモデル化すると、主張に対して説得するための根拠が不足している場合であり、これが成立するのは反論が述べられた場合であり、その場合には根拠を要求するというルールが設定できる。